# Tisztaberek, Szabolcs-Szatmár-Bereg
Tisztaberek  este un sat în districtul Fehérgyarmat, județul Szabolcs-Szatmár-Bereg, Ungaria, având o populație de 725 de locuitori (2011). 

## Demografie
Componența etnică a satului Tisztaberek
     Maghiari (73,13%)
     Romi (25,5%)
     Alții (1,37%)
Componența confesională a satului Tisztaberek
     Reformați (48,83%)
     Fără religie (9,66%)
     Romano-catolici (9,24%)
     Greco-catolici (4,41%)
     Necunoscută (27,86%)
     Alte religii (2,76%)
Conform recensământului din 2011, satul Tisztaberek avea 725 de locuitori. Din punct de vedere etnic, majoritatea locuitorilor (73,13%) erau maghiari, cu o minoritate de romi (25,5%). Nu există o religie majoritară, locuitorii fiind reformați (48,83%), persoane fără religie (9,66%), romano-catolici (9,24%) și greco-catolici (4,41%). Pentru 27,86% din locuitori nu este cunoscută apartenența confesională.